# Corynoneura edwardsi
Corynoneura edwardsi är en tvåvingeart som beskrevs av Lars Zakarias Brundin 1949. Corynoneura edwardsi ingår i släktet Corynoneura och familjen fjädermyggor. Arten är reproducerande i Sverige. Inga underarter finns listade i Catalogue of Life.